# Peonis
Els peonis (en grec antic: Παίονες, Pàiones) van ser un poble del nord de Grècia que va ocupar el país que després es va dir Macedònia, amb centre al riu Àxios.
Estaven establerts als primers temps històrics al país muntanyós entre les muntanyes Orbelos i Ròdope, i entre les fonts de l'Àxios, l'Estrímon i l'Hebros, al costat del gran poble dels tracis. Estrabó diu que diversos historiadors dignes de fe els consideraven descendents dels frigis. Ells mateixos es consideraven una fracció del poble dels teucris que havien passat a Europa amb els misis una mica abans de la guerra de Troia i havien sotmès als pobles tracis i pelàsgics del litoral, del Bòsfor a Tessàlia. Homer diu al "Catàleg dels troians" a la Ilíada, que un contingent de peonis va participar en la guerra de Troia al costat dels troians, dirigits per Pirecmes.
Habitaven la vall de l'Àxios al centre de la futura Macedònia i havien sotmès als seus habitants natius. Estrabó assenyala a Abidos com la seva vila o fortalesa reial; cap a l'oest s'estenien fins al riu Estrímon, on cultivaven les terres (cultiu de blat) en temps d'Heròdot. En aquesta zona vivien també els tracis tinis i bitinis després establerts a la costa d'Àsia. El seu país es deia Peònia.
Els seus hàbits orientals van desaparèixer progressivament mentre que altres grups tracis arribats més tard a Europa els van conservar. Van lluitar durant temps contra els bàrbars makednes, que els van arrabassar part dels seus territoris, i contra altres tribus bàrbares i després contra les viles gregues de la costa. El poble va passar a ser guerrer, ferotge i saquejador quan l'ocasió ho requeria, assimilant-se als seus veïns pannonis i tracis. A l'estiu vestien bruses de lli o cànem i a l'hivern s'abrigaven amb pells de bisó que caçaven als boscos de les muntanyes; la seva beguda preferida era la cervesa d'ordi beguda en corns de bou, costum que es troba al nord de la Gàl·lia fins al segle ix. La major part de les tribus gaudien d'una vila o fortalesa on es protegien; cultivaven els cereals del país, l'ordi, l'avena i el mill. La vinya no la van conèixer fins tard. El seu deu principal era Dryalos o Dyalos (pres d'una deïtat dels tracis anomenada Dionís) i les dones peònies segons Heròdot adoraven Àrtemis; cada tribu tenia una família reial i generalment un rei; les filles filaven el lli i la llana en les cases del bosc que servien de palaus i anaven a buscar l'aigua als torrents o fonts en gerres de fang que portaven al cap; la famílies pobres vivien de la cacera i la pesca en cabanes de branques sovint a la vora de llacs a flor d'aigua que es comunicava amb la riba per un pontet estret que en cas d'alarma es desmuntava i que seria el primer exemple conegut de casa lacustre.
Quan Megabazos va creuar l'Estrímon va conquerir Peònia i dues tribus dels peonis, els siropeons i els pèoples, que vivien a les terres baixes, van ser deportats a Àsia per ordre de Darios I el Gran, i el territori que ocupaven va passar als tracis.
Quan els temènides es van apoderar d'Emàtia, Almòpia, Crestònia i Migdònia els peonis es van unificar sota un únic rei de Peònia. Quan el regne de Macedònia es va engrandir el nom es va aplicar als districtes del regne al nord i nord-est. Una part va romandre com a regne independent i va conservar la seva independència nominal fins a la primera part del segle iii.

## Tribus
- Agrians
- Derrons
- Doberes
- Estreus
- Leeus
- Odomants, probablement tracis
- Pèoples
- Siropeons